# Collegio uninominale Liguria - 06
Il collegio elettorale uninominale Liguria - 06 è stato un collegio elettorale uninominale della Repubblica Italiana per l'elezione della Camera tra il 2017 ed il 2022.

## Territorio
Come previsto dalla legge elettorale italiana del 2017, il collegio era stato definito tramite decreto legislativo all'interno della circoscrizione Liguria.
Era formato dal territorio di tutta la provincia della Spezia e dai comuni di Casarza Ligure, Castiglione Chiavarese, Moneglia e Sestri Levante nella città metropolitana di Genova.
Il collegio era parte del collegio plurinominale Liguria - 02.

## Eletti
| Elezione | Elezione | Deputato          | Partito      |
| -------- | -------- | ----------------- | ------------ |
|          | 2018     | Manuela Gagliardi | Forza Italia |

1. ↑  In data 09.09.2019 aderisce al gruppo misto, non iscritti; in data 11.09.2019 alla componente «Cambiamo! - 10 Volte Meglio»; in data 17.12.2019 torna nei non iscritti; in data 18.12.2019 aderisce alla componente «Noi con l'Italia-USEI-Cambiamo!-Alleanza di Centro»; in data 16.02.2021 alla componente «Cambiamo! - Popolo Protagonista»; in data 27.05.2021 a Coraggio Italia; in data 23.06.2022 torna nel gruppo misto, non iscritti; in data 28.06.2022 aderisce alla componente «Vinciamo Italia-Italia al Centro con Toti».

## Dati elettorali

### XVIII legislatura
Come previsto dalla legge elettorale, 232 deputati erano eletti con sistema a maggioranza relativa in altrettanti collegi uninominali a turno unico.
| Candidati              | Candidati                   | Voti    | %     | Liste                           | Voti    | %     |
| ---------------------- | --------------------------- | ------- | ----- | ------------------------------- | ------- | ----- |
|                        | Manuela Gagliardi ✔️ Eletto | 53 275  | 37,38 | Lega                            | 28 409  | 19,93 |
| Forza Italia           | Manuela Gagliardi ✔️ Eletto | 53 275  | 37,38 | 16 679                          | 11,70   |       |
| Fratelli d'Italia      | Manuela Gagliardi ✔️ Eletto | 53 275  | 37,38 | 5 185                           | 3,64    |       |
| Noi con l'Italia - UDC | Manuela Gagliardi ✔️ Eletto | 53 275  | 37,38 | 3 002                           | 2,11    |       |
|                        | Lucia Sommovigo             | 42 090  | 29,53 | Movimento 5 Stelle              | 42 090  | 29,53 |
|                        | Massimo Caleo               | 35 041  | 24,58 | Partito Democratico             | 29 485  | 20,69 |
| +Europa                | Massimo Caleo               | 35 041  | 24,58 | 4 142                           | 2,91    |       |
| Italia Europa Insieme  | Massimo Caleo               | 35 041  | 24,58 | 996                             | 0,70    |       |
| Civica Popolare        | Massimo Caleo               | 35 041  | 24,58 | 418                             | 0,29    |       |
|                        | Luigi Liguori               | 6 162   | 4,32  | Liberi e Uguali                 | 6 162   | 4,32  |
|                        | Edmondo Bucchioni           | 2 170   | 1,52  | Potere al Popolo!               | 2 170   | 1,52  |
|                        | Pietro Saturno              | 1 442   | 1,01  | CasaPound                       | 1 442   | 1,01  |
|                        | Lorenzo Mazzi               | 848     | 0,59  | Partito Comunista               | 848     | 0,59  |
|                        | Maria Patrizia Selvaggi     | 681     | 0,48  | Il Popolo della Famiglia        | 681     | 0,48  |
|                        | Matteo Petta                | 285     | 0,20  | Partito Valore Umano            | 285     | 0,20  |
|                        | Cristina Raso               | 228     | 0,16  | 10 Volte Meglio                 | 228     | 0,16  |
|                        | Paola Agostini              | 188     | 0,13  | Per una Sinistra Rivoluzionaria | 188     | 0,13  |
|                        | Noan Notarangelo            | 120     | 0,08  | PRI - ALA                       | 120     | 0,08  |
| Totale                 | Totale                      | 142 530 | 100   |                                 | 142 530 | 100   |
|                        |                             |         |       |                                 |         |       |
| Voti non validi        | Voti non validi             | 3 957   | 2,70  |                                 |         |       |
| Votanti                | Votanti                     | 146 487 | 74,06 |                                 |         |       |
| Elettori               | Elettori                    | 197 785 |       |                                 |         |       |